# Huize Meyling
Huize Meyling is een villa gelegen aan Stationsstraat 74 te Borne.
Het is een rijksmonument en in 1891 gebouwd met als architect Jacob van der Goot. Op de begane grond zijn plafondschilderingen van de Almelose decoratieschilder Brieder, uit ca. 1915, te zien. Tegenwoordig wordt het gebruikt als zorgvilla onder de naam Villa Meijling.